# خوک های رقصنده
در امنیت رایانه ، « خوک‌های رقصنده » اصطلاحی است که نگرانی کابران رایانه را نسبت به امنیت رایانه توضیح می دهد. به اصطلاح کاربران گرافیک جذاب را انتخاب می کنند حتی اگر از نرم افزار امنیتی هشدار دریافت کند که گرافیک جذاب ممکن است خطرناک باشد.  به عبارت دیگر، کاربران ویژگی های اصلی مورد نظر خود را بدون در نظر گرفتن امنیت، انتخاب می کنند. «خوک‌های رقصنده» عموماً توسط متخصصان فناوری استفاده می‌شود و می‌توان آن را در مقالات فناوری اطلاعات یافت.

## ریشه ها
این اصطلاح از اظهارات ادوارد فلتن ، دانشیار دانشگاه پرینستون است:
| « | کاربران بین خوک های رقصنده و امنیت همیشه خوک های رقصنده را انتخاب می کنند. | » |

بروس اشنایر می گوید:
کاربران هر دفعه خوک های رقصنده را به جای امنیت انتخاب می کنند. 
بروس اشنایر اینگونه شرح می دهد:
آقای ج. رندوم وب سرفر روی یک دکمه کلیک کند که به او قول خوک های رقصنده روی صفحه مانیتورش بدهد ولی به جای آن یک پیام احتیاطی درباره ی احتمال خطرات برنامک ها بگیرد او هر دفعه خوک های رقصنده را به جای امنیت انتخاب می کند. اگر کامپیوتر به او پیام هشداری نشان دهد مانند: «برنامک خوک های رقصنده ممکن است حاوی کد مخربی باشد که باعث آسیب دائمی به کامپیوتر شما شود یا پس انداز عمر شما را بدزد و یا توانایی بچه دار شدن شما را مختل کند.» او بر روی اوکی کلیک می کند بدون آنکه آن را بخواند. سی ثانیه بعد او حتی به یاد نمی آورد که هشداری وجود داشته است.
راهنمای بررسی‌کنندگان امنیتی موزیلا می گوید:
بسیاری از کاربران بالقوه ما، کاربران کم‌تجربه رایانه‌ای هستند که خطرات ناشی استفاده از محتوای تعاملی وب را درک نمی‌کنند. این بدان معنی است که ما باید تا حد امکان به قضاوت کاربر تکیه کنیم.
     مقاله ای در سال 2009 منتشر شد  که در آن به طور مستقیم به خوک های رقصنده می پردازد و استدلال می کند که رفتار کاربران به طور قابل قبولی منطقی است:
با وجود جذابیت، این ناعادلانه است: به کاربران هرگز به تنهایی امنیت را ارائه نمی‌دهند یا به عنوان جایگزینی برای هر چیز دیگری. آنها مجموعه‌های طولانی و پیچیده از مشاوره‌ها، دستورالعمل‌ها، به‌روزرسانی‌های سیاست و نکات ارائه می‌دهند. اینها گاهی پیشنهادهای مبهم و موقت کاهش خطر را به جای امنیت ارائه می‌دهند.

## پشتیبانی تجربی
یک مطالعه درباره فیشینگ نشان داد که مردم واقعا حیوانات رقصنده را به امنیت ترجیح می دهند. در این مطالعه به شرکت کنندگان تعدادی سایت فیشینگ نشان داد، از جمله یکی که صفحه اصلی بانک غرب را کپی کرده بود: 
برای بسیاری از شرکت‌کنندگان، طراحی زیبا، سطح جزئیات و این واقعیت که سایت اطلاعات زیادی درخواست نمی‌کند، متقاعدکننده‌ترین عوامل بودند. دو شرکت‌کننده به ویدیوی متحرک خرس که در صفحه ظاهر می‌شود اشاره کردند، (به عنوان مثال، "زیرا کپی کردن آن به تلاش زیادی نیاز دارد"). شرکت‌کنندگان به طور کلی این انیمیشن را جذاب می‌دانستند و بسیاری صفحه را دوباره بارگذاری کردند تا دوباره انیمیشن را ببینند.
اشنایر معتقد است که مشکل رقص خوک ها منجر به جرم و جنایت می شود که یک تهدید کلیدی است. وی گفت: "تاکتیک ها ممکن است تغییر کند... زیرا اقدامات امنیتی برخی تاکتیک ها را سخت تر و برخی دیگر را آسان تر می کند، اما موضوع اساسی ثابت است." نادیده گرفتن امنیت رایانه می تواند انواع مختلفی از آسیب ها را وارد کند که منجر به خسارات قابل توجهی می شود. 

## همچنین ببینید
- نظریه گربه ناز کنشگری دیجیتال
- اسب تروا (محاسبات)

## لینک های خارجی
- مراقب خرگوش های رقصنده وبلاگ لری اوسترمن باشید
- پروژه Strider HoneyMonkey